# Vinneuf
Vinneuf é uma comuna francesa na região administrativa de Borgonha-Franco-Condado, no departamento de Yonne. Estende-se por uma área de 15,18 km². Em 2010 a comuna tinha 1 591 habitantes (densidade: 104,8 hab./km²).